# Claver (Surigao do Norte)
Claver é um município de  segunda classe de renda municipal (d) na província Surigao do Norte, nas Filipinas. De acordo com o censo de 1 de maio  de  2020 possui uma população de 36 033 pessoas e 8 537 domicílios.